# Medasina dichroplagia
Medasina dichroplagia là một loài bướm đêm trong họ Geometridae.